# The Trial
The Trial ( En español: La Prueba o El juicio) escrita por Roger Waters con Bob Ezrin, grabada y publicado por la banda de rock progresivo Pink Floyd, lanzado el 30 de noviembre de 1979, como parte del álbum "The Wall" y en la película "Pink Floyd: The Wall". La canción hace relato con el juicio en contra de Pink, que representa en su confrontación de él mismo en su propia identidad y su aislamiento emocional, mencionado con él finalizar, y seguido la destrucción del muro blanco metafórico de Pink.

## Argumento
En el álbum, esta canción es precedida por el tema "Stop", donde Roger Waters habla sobre estar encerrado psicológicamente en una celda para saber si es culpable (no habla específicamente de qué, sólo plantea si es culpable o no).
Traducido al castellano, "The Trial" significa "El Juicio", en donde el personaje "Pink" (protagonista ficticio de la película) es el acusado por ser visto in fraganti mostrando sentimientos de una naturaleza casi humana, según la canción dice. 
También surgen varios personajes que se encuentran durante todo el álbum, por ejemplo: el maestro, la esposa y la madre de Pink, los cuales son llamados al estrado.
La canción finaliza cuando el Juez de la Corte ordena derribar el Muro y obligar a Pink a socializar y vivir la vida real.

## Personal
- Roger Waters - voces[2]
- Nick Mason - bombo y platillos[3]
- David Gilmour - guitarras,[3] bajo[3]

- Richard Wright - piano[3]
- Vicki & Clare - voces secundarias[3]
- La New York Orchestra dirigida por Michael Kamen[3]

En el vivo de Berlín, "The Trial" contó con estos miembros del reparto en sus roles:
- Tim Curry - El fiscal.
- Thomas Dolby - El maestro de Pink.
- Ute Lemper - La esposa de Pink.
- Marianne Faithfull - La madre de Pink.
- Albert Finney - El juez.
- Roger Waters (voces pregrabadas) - Pink.